# Xorides scaber
Xorides scaber là một loài tò vò trong họ Ichneumonidae.